# イソシギ
イソシギ（磯鷸、Actitis hypoleucos）は、チドリ目シギ科に分類される鳥類の1種。Actitis属の模式種。

## 分布
夏季にユーラシア大陸の温帯域、亜寒帯域で繁殖し、冬季（北半球の）はアフリカ大陸やオーストラリア大陸、ユーラシア大陸南部などへ南下し越冬する。
日本では九州以北に周年生息する留鳥であるが、本州中部地方以北では冬季になると越冬のため南下する夏鳥である。

## 形態
全長20cm。翼長29cm。翼開張38-41cm。上面は灰褐色で覆われ、羽毛の軸に沿った斑紋（軸斑）は黒い。下面は白い羽毛で覆われ、胸部側面に羽角にかけて白い部分が切れこむ。種小名hypoleucosは、ギリシャ語で「下が白い」の意。顔から胸部にかけて灰褐色の斑紋が入る。眼上部にある眉状の斑紋（眉斑）は白く、嘴の基部から眼を通り後頭部へ続く暗色の筋模様（過眼線）が入る。風切羽上面には白い斑紋が入り、飛翔時には帯状（翼帯）に見える。雌雄同色。
嘴の色彩は暗褐色。後肢は短く、色彩は黄緑色や黄褐色。
幼鳥は上面を覆う羽毛の外縁（羽縁）が黄褐色で、淡色部。

## 生態
主に河川、湖沼、水田などに生息する。非繁殖期には干潟や岩礁海岸にも生息する。属名Actitisは古代ギリシャ語で「海岸に住む」の意があるaktitesに由来し和名とほぼ同義だが、海岸にのみ生息するわけではない。渡りの際は小規模な群れを形成する。静止時や歩行時には尾羽を頻繁に上下に動かす。水面を短距離で低く飛行する時には翼を下げたまま先端を振るわせてジグザグに飛翔する。
食性は動物食で、主にユスリカやトンボ、ハエなどの昆虫を食べるが、魚類、甲殻類、軟体動物も食べる。獲物は水辺を徘徊したり泳ぎながら捕食する。
繁殖形態は卵生。非繁殖期は単独で行動するが、繁殖期にはつがいで行動する。水辺の草原にある植物の根元などに浅い窪みを掘り枯草などを敷いた巣に、1回に3-5個（主に4個）の卵を産む。雌雄交代またはメスのみが抱卵し、抱卵期間は21-23日。雛は孵化してから26-28日で飛翔できるようになる。

## ギャラリー

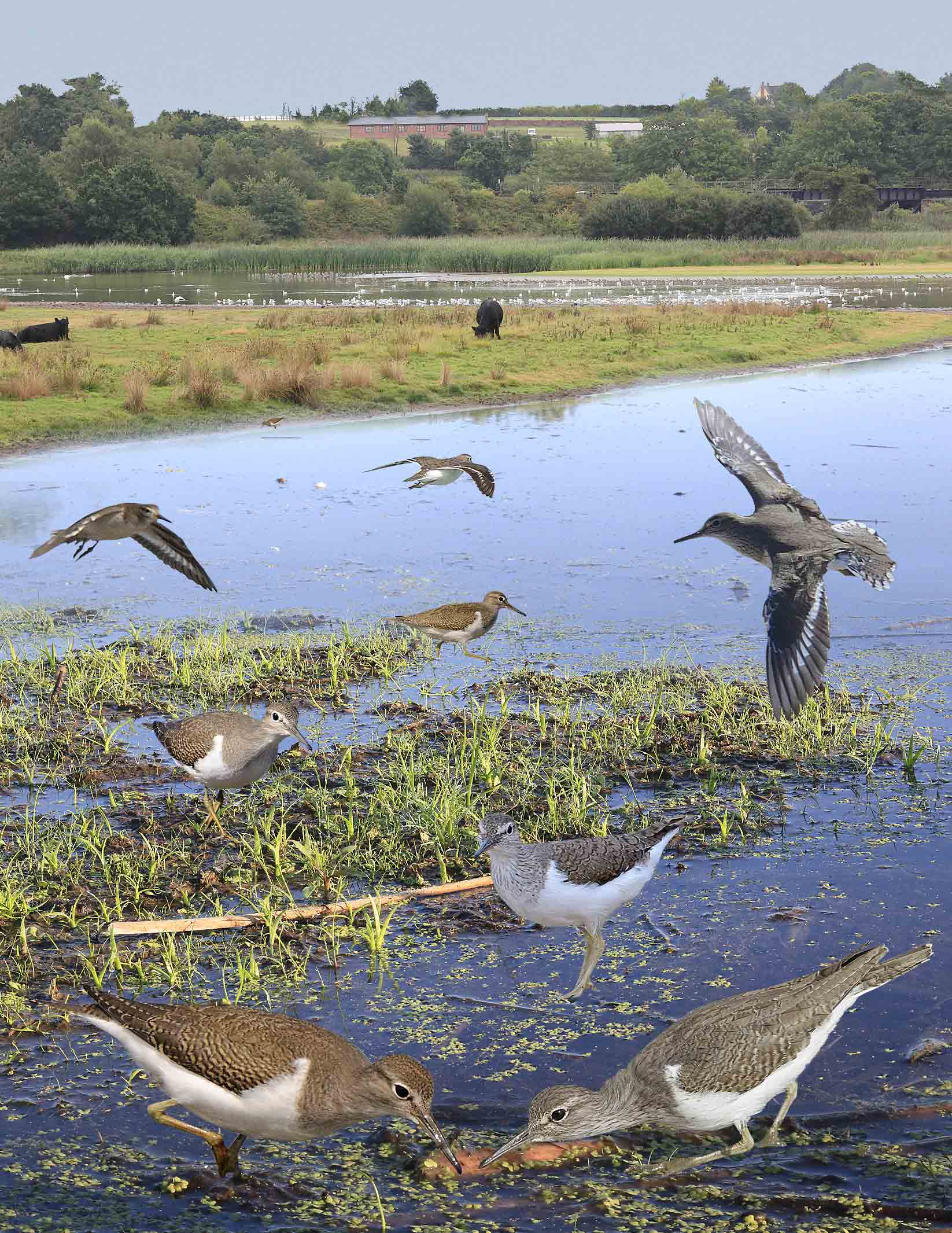
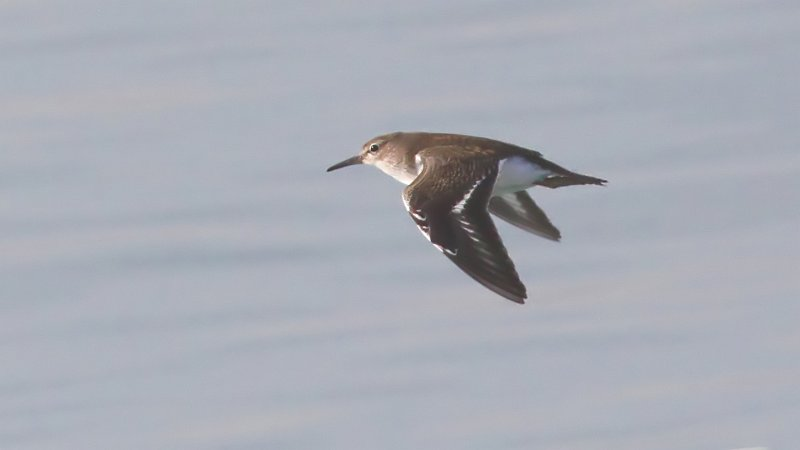
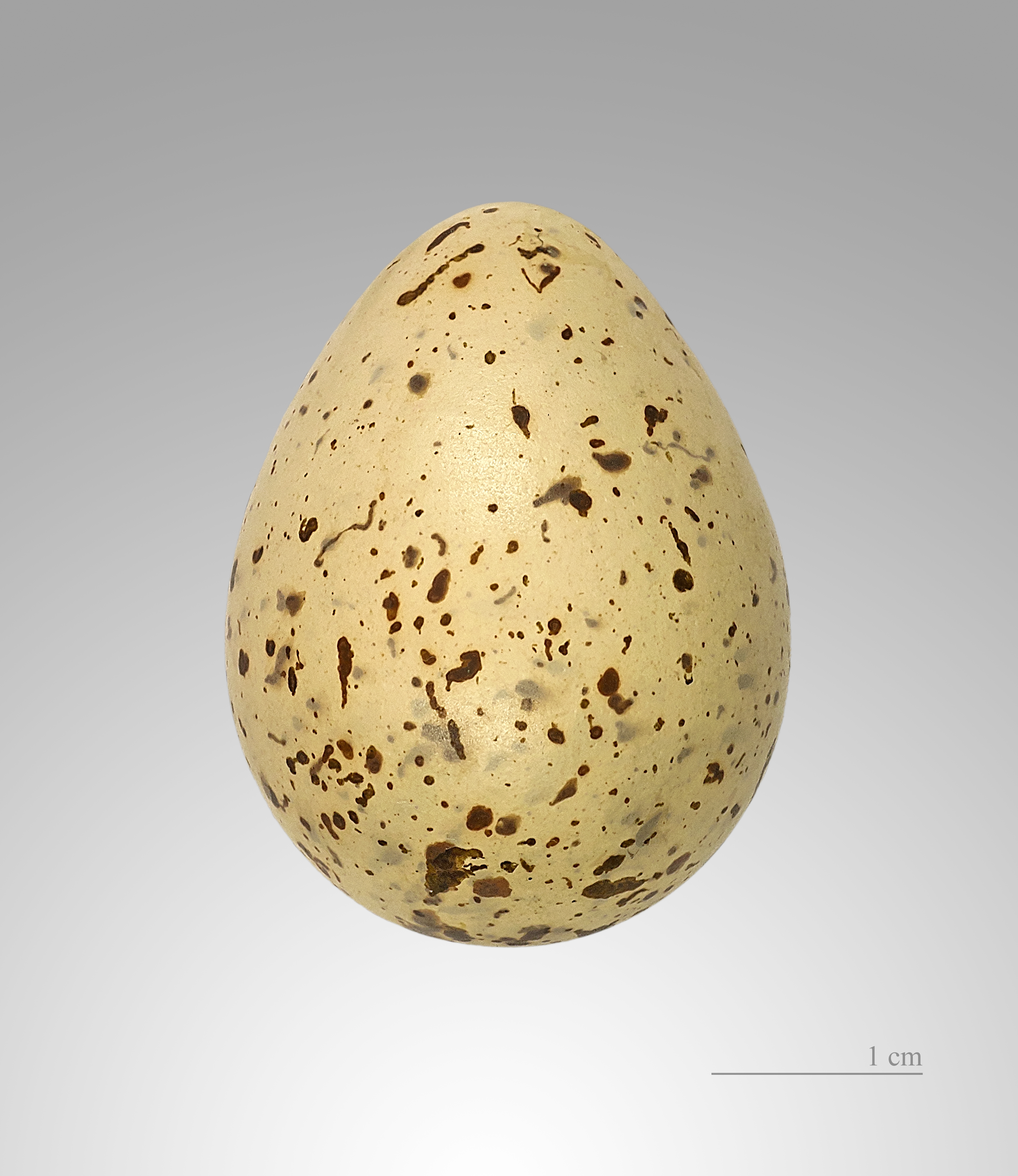
イソシギの卵